# 亀尾英四郎
亀尾 英四郎（かめお えいしろう、明治28年（1895年）3月10日 - 昭和20年（1945年）10月11日）は日本のドイツ文学者。東京高等学校教授。

## 経歴
鳥取県米子市糀町出身。家業は足袋製造業。亀尾定右衛門の四男。
米子中学校、岡山の第六高等学校を経て、大正10年（1921年）、東京帝国大学文学部独文科を卒業、同大学研究室副手となる。1919年、坪田譲治、相良守峯らと『地上の子』を創刊する。
ドイツ文学者として早くからゲーテに心酔し、その貴重な入門書とされるヨハン・エッカーマン『ゲエテとの対話』を完訳して世に問うたのは大正11年（1922年）、27歳のときである。
大正14年（1925年）東京高等学校教授となる。
昭和20年（1945年）10月11日、栄養失調死した。

## 人物像
昭和20年（1945年）10月11日、亀尾は栄養失調死した。この事件を新聞は次のように報道した。
「“闇を食はない”犠牲、亀尾東京高校教授の死」
過日、静岡県下で三食外食者が栄養失調で死亡したが、再びここに一学者の栄養失調死がある。東京高校ドイツ語教授亀尾英四郎氏の死である。この度は知名人の死であるだけに社会に大きな波紋を巻き起こしつつある。
大東亜戦争が勃発して食糧が統制され、配給されるやうになった時、政府は“政府を信頼して買出しをするな。闇をするものは国賊だ”と国民に呼びかけた。同教授は政府のこの態度を尤もだと支持し、いやしくも教育家たるものは表裏があってはならない。どんなに苦しくとも国策をしっかり守っていくといふ固い信念の下に生活を続けてゐた。家庭には操夫人との間に東京高校文乙二年の長男利夫君以下、四歳の覚君まで六人の子を配給物で養ってゐた。

だが、庭に作った二坪の農園では如何ともすることが出来なかった。六人が三日間で食べる野菜の配給が葱（ねぎ）二本。発育盛りの子供たちに少しでも多く食はせんとする親心は、自己の食糧をさいて行くほかに方法はなかった。遂に八月末、同教授は病床にたふれた。近所に住むかつての教へ子の一人が最近にこのことを知って牛乳などを運んでゐたが既に遅く、去る十一日、遂に教授は死んでしまった。｣（十月二十八日付毎日新聞）。

## 家族・親族

### 亀尾家

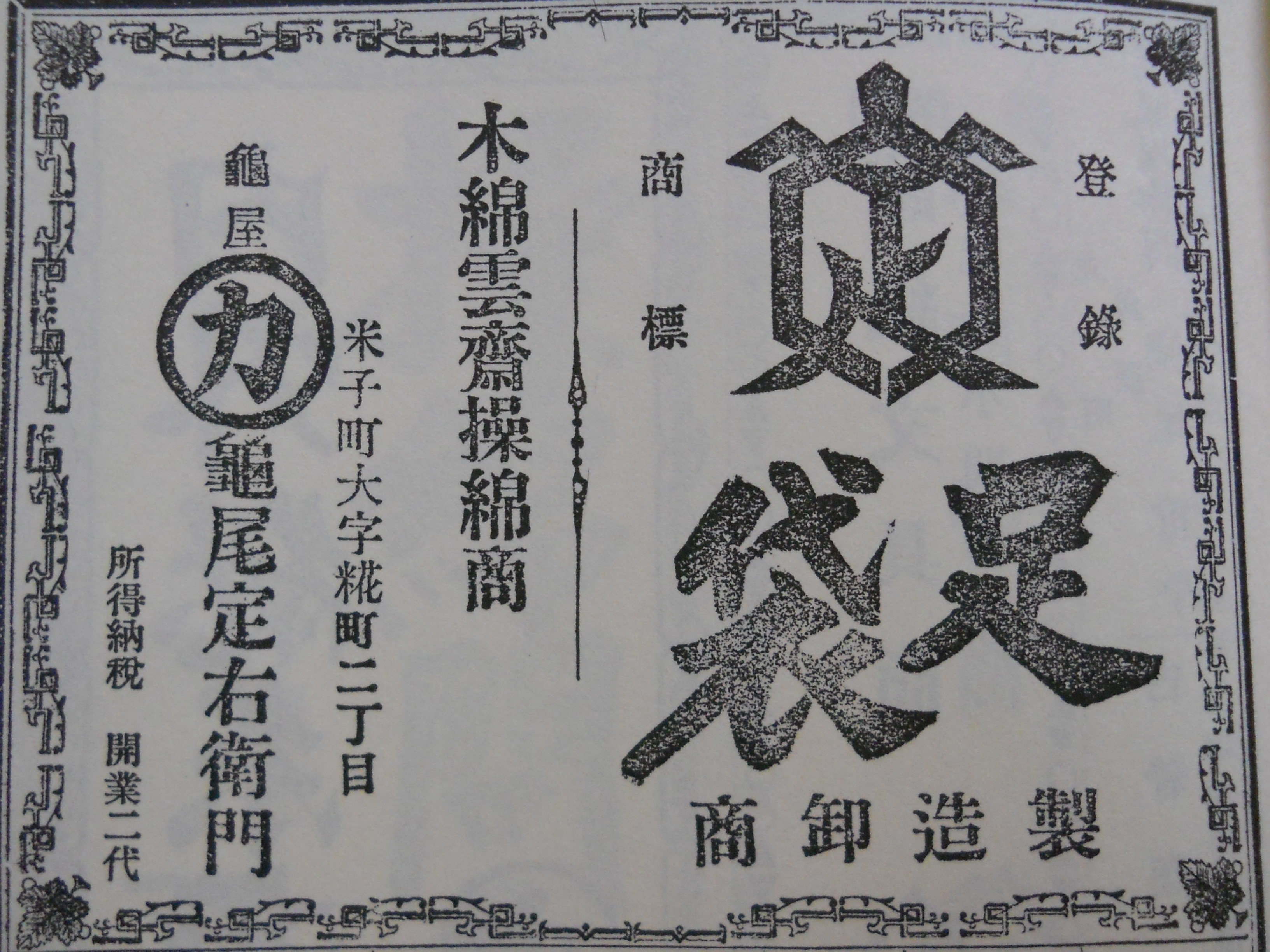
『帝國實業名鑑』より

（鳥取県米子市糀町、東京市渋谷区代々木西原町）
- 父・定右衛門[1]（足袋製造卸商、政治家）

当時、商工業の有力者は同時に地主でもあった。2000円～3000円の部に亀尾定右衛門の名前がみえる。
- 長兄・万太郎は米子中学校の第一期生[3]
- 妻・操子[1]

明治37年（1904年）生 -　昭和21年（1946年）没
夫の後を追うかのように3ヶ月後衰弱死している。
- 長男・利夫[1]（哲学者、弘前大学人文学部長）

大正15年（1926年）生 -　平成22年（2010年）没

## 著書
- 『ゲエテと独逸精神』起山房 1943
- 『亀尾英四郎全集』全2 亀尾覺編、私家版 2007.12

### 翻訳
- グリルパルツェル『サッフオ』郁文堂書店 (郁文堂対訳叢書) 1922
- ヨオハン・ペエテル・エツケルマン『ゲエテとの対話』第1・2・3  春陽堂 1922-27
- エツケルマン『ゲエテとの対話抄』岩波文庫 1927